# Сальвадор Ховельянос
Сальвадор Ховельянос (ісп. Salvador Silvester del Rosario Jovellanos Guanes; 31 грудня 1833, Асунсьйон, Парагвай — 11 лютого 1881) — парагвайський політик і державний діяч, президент Парагваю. Один з засновників партії Колорадо.

## Життєпис
Народився у 1833 рокові у Асунсьйоні. Ще коли він був дитиною, родина емігрувала до Аргентини, і тому він виріс у Буенос-Айресі. Там він став членом утвореної емігрантами Парагвайської асоціації, а під час Парагвайської війни брав участь у формуванні з парагвайських емігрантів Парагвайського легіону, що воював на боці Троїстого союзу проти Парагваю.
Після того, як у 1869 столиця Парагваю була зайнята бразильськими військами, Ховельянос разом з низкою інших відомих емігрантів повернувся в країну і взяв участь у формуванні нових органів влади, лояльних до переможців. Увійшов до складу Національної Асамблеї, брав участь у розробці Конституції Парагваю, під час президентства Сіріло Рівароли обіймав посади воєнного міністра, міністра флоту, міністра внутрішніх справ. З червня до листопада 1870 обіймав пост Міністр фінансів Парагваю. 7 січня 1871, після смерті віцепрезидента Кайо Мільтоса, був обраний новим віцепрезидентом країни.
Після того, як президент Ріварола подав у відставку, Ховельянос, будучи віцепрезидентом, обійняв 18 грудня 1871 пост президента країни. Йому довелося налагоджувати складну внутрішньополітичну ситуацію, а також весті довгі перемовини з країнами, які перемогли Парагвай під час війни. За його правління були підписані договори про мир і кордони із Бразилією та Уругваєм.
По закінченні президентського терміну поїхав до Аргентини. Помер у Буенос-Айресі.